# مؤیدالدین جندی
مؤیدالدین محمود بن صاعد حاتمی جَندی معروف به شیخ مؤیدالدین جَندی و متخلص به مؤید از عارفان سده هفتم هجری است. جَند از مناطق دوردست خراسان قدیم است نزدیک فرغانه که به احتمال قوی در حمله مغول به کلی ویران شد. سال ولادت او معلوم نیست و اطلاعی نداریم چگونه دوران کودکی وی سپری شده‌است. همین قدر می‌دانیم که وی در اوان زندگی از جند بیرون آمده و راه سفر در پیش گرفته‌است. عده‌ای احتمال می‌دهند که او در جوانی از ترس مغول از شهر خود گریخته‌است. و گروهی خبر می‌دهند که وی برخلاف نظر پدر، استادان و نزدیکانش که وی را از سیر و سلوک بازمی‌داشتند بعد از استخاره از قرآن، قدم در طریق سلوک گذاشته و عزم سفر حج کرده‌است.
وی در این سفر با صدرالدین قونوی آشنا شد و در صحبت او ده سال مراتب تحصیل علوم و تربیت عرفانی را طی کرد. جندی بعد از درگذشت صدرالدین در سال ۶۷۳ق از قونیه به بغداد رفت و در آنجا بخشی از شرح بر فصوص الحکم ابن عربی را نوشت. همچنین در این شهر مواقع النجوم ابن عربی را شرح کرد.
از اشارات جندی در نفحة الروح و تحفة الفتوح برمی آید که او بعد از اقامت در بغداد به سینوپ رفته و این کتاب را برای یکی از بانوان پارسی دان و متصوف آنجا به زبان فارسی تألیف کرده‌است. در گذشت وی را سال ۶۹۰ و ۶۹۱ ق یا بعد از آن آورده‌اند.

## آثار او
- شرح فصوص الحکم
- نفحة الروح و تحفة الفتوح
- شرح مواقع النجوم